# Liste der Stolpersteine in Mainbernheim

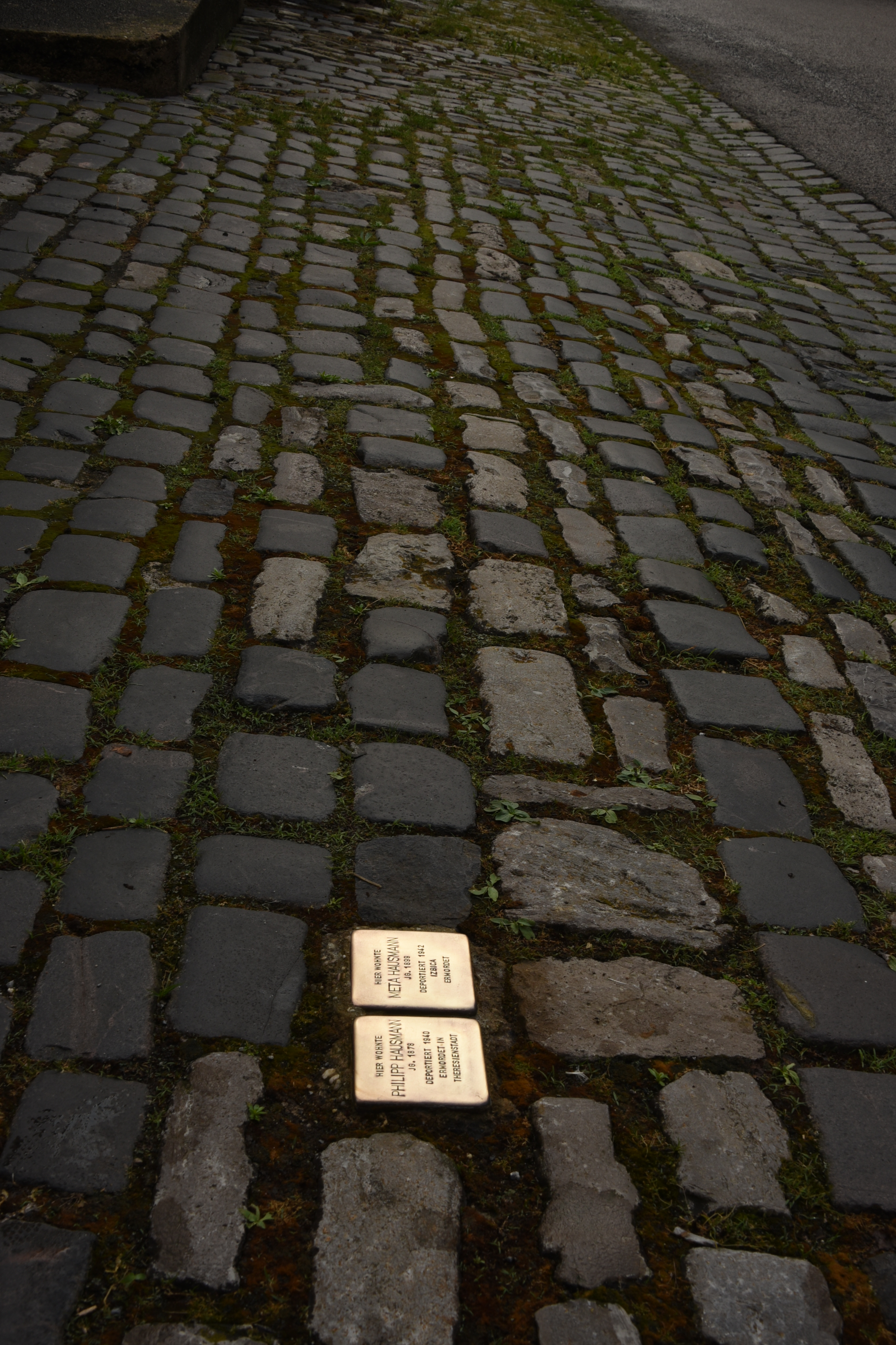
Stolpersteine Untere Brunnengasse

Diese Liste der Stolpersteine in Mainbernheim enthält die Stolpersteine, die im Rahmen des gleichnamigen Kunstprojekts von Gunter Demnig in der unterfränkischen Landstadt Mainbernheim verlegt wurden. Mit ihnen soll Opfern des Nationalsozialismus gedacht werden, die in Mainbernheim lebten und wirkten.
Stand 2018 wurden bisher an drei Terminen insgesamt 12 Stolpersteine in Mainbernheim verlegt.
Die Verlegung der ersten fünf erfolgte am 12. Februar 2008, weitere vier folgten etwa ein Jahr später am 20. März 2009. Die letzten drei wurden am 18. November 2011 gesetzt.
Auf der Oberseite der Betonquader mit zehn Zentimeter Kantenlänge ist eine Messingtafel verankert, die Auskunft über Namen, Geburtsjahr und Schicksal der Personen gibt, derer gedacht werden soll. Die Steine sind in den Bürgersteig vor den ehemaligen Wohnhäusern der Opfer der nationalsozialistischen Gewaltherrschaft eingelassen.

## Verlegte Stolpersteine
In Mainbernheim wurden zwölf Stolpersteine an fünf Adressen verlegt.
| Stolperstein | Inschrift                                                                                         | Verlegeort                         | Name, Leben |
| ------------ | ------------------------------------------------------------------------------------------------- | ---------------------------------- | --- |
|              | HIER WOHNTE ELSE BERNHEIMER GEB. KAUFMANN JG. 1892 DEPORTIERT 1942 RICHTUNG OSTEN ERMORDET        | Herrnstraße 43 (Verlegeort)        | Else Bernheimer |
|              | HIER WOHNTE BERTHA GERNSHEIMER GEB. SAMFELD JG. 1912 DEPORTIERT 1942 IZBICA ERMORDET              | Herrnstraße 34 (Verlegeort)        | Bertha Gernsheimer |
|              | HIER WOHNTE HEINZ HAUSMANN JG. 1930 DEPORTIERT 1941 RIGA ERMORDET 26.3.1942                       | Klostergasse 10 (Verlegeort)       | Heinz Hausmann |
|              | HIER WOHNTE META HAUSMANN JG. 1899 DEPORTIERT 1942 ISBICA ERMORDET                                | Untere Brunnengasse 4 (Verlegeort) | Meta Hausmann |
|              | HIER WOHNTE PHILIPP HAUSMANN JG. 1878 DEPORTIERT 1940 ERMORDET IN THERESIENSTADT                  | Untere Brunnengasse 4 (Verlegeort) | Philipp Hausmann |
|              | HIER WOHNTE ROSA HAUSMANN JG. 1934 DEPORTIERT 1941 RIGA ERMORDET 26.3.1942                        | Klostergasse 10 (Verlegeort)       | Rosa Hausmann |
|              | HIER WOHNTE SIEGMUND HAUSMANN JG. 1883 DEPORTIERT 1941 RIGA ERMORDET IN STUTTHOF                  | Klostergasse 10 (Verlegeort)       | Siegmund Hausmann |
|              | HIER WOHNTE FLORA LIEBENSTEIN GEB. KLEIN JG. 1887 DEPORTIERT 1940 RIGA ERMORDET                   | Schützenstraße 10 (Standort)       | Flora Liebenstein |
|              | HIER WOHNTE HERMANN LIEBENSTEIN JG. 1878 DEPORTIERT 1940 RIGA ERMORDET                            | Schützenstraße 10 (Verlegeort)     | Hermann Liebenstein |
|              | HIER WOHNTE ADELE SAMFELD GEB. SCHLOSS JG. 1884 DEPORTIERT 1942 THERESIENSTADT ERMORDET 19.6.1943 | Herrnstraße 34 (Verlegeort)        | Adele Samfeld geb. Schloß wurde am 17. Juli 1884 in Oberlauringen geboren. Über Beruf, Kinder und Familie ist – außer ihrer Heirat mit David Samfeld – nichts bekannt. Das Ehepaar wohnte in Mainbernheim und wurde mit dem Deportationszug vom 23. September 1942 von dort nach Theresienstadt verschleppt. Ihre Transportnummer war 543. Adele Samfeld kam am 12. Juni 1943 in Theresienstadt ums Leben. Als offizielle Todesursache wurde Herzschwäche eingetragen. Ihr Ehemann wurde am 9. Oktober 1944 nach Auschwitz überstellt und dort ermordet. Sein genaues Todesdatum ist nicht bekannt. |
|              | HIER WOHNTE DAVID SAMFELD JG. 1881 DEPORTIERT 1942 THERESIENSTADT 1944 AUSCHWITZ ERMORDET         | Herrnstraße 34 (Verlegeort)        | David Samfeld wurde am 30. April 1881 in Nenzenheim geboren. Von Beruf war er Metzger. Er heiratete Adele geb. Schloß aus Oberlauringen. Die Eheleute wurden mit dem Deportationszug vom 23. September 1942 aus Mainbernheim nach Theresienstadt verschleppt. Ihre Transportnummern waren 542 und Seine Frau verlor am 12. Juni 1943 in Theresienstadt ihr Leben. David Samfeld wurde am 9. Oktober 1944 von Theresienstadt nach Auschwitz überstellt. Seine Transportnummer war 358. Er wurde dort ermordet, sein genaues Todesdatum ist nicht bekannt. |
|              | HIER WOHNTE ARON SCHÖNFÄRBER JG. 1865 DEPORTIERT 1942 THERESIENSTADT ERMORDET 5.1.1943            | Herrnstraße 34 (Verlegeort)        | Aron Schönfärber wurde am 18. Dezember 1865 in Mainbernheim geboren. Seine Eltern waren Leopold Löb Schönfärber (1831–1918) und Karoline Gidel geb. Mey (−1909). Er hatte sieben Geschwister. Er war Mitglied der freiwilligen Sanitäts-Kolonne des Roten Kreuzes. Er heiratete Regina geb. Strauss, geboren am 12. Juli 1869 in Autenhausen. Das Paar hatte zumindest einen Sohn, Max (1897–1906). Die letzte Wohnadresse des Ehepaars vor Deportation war in Kitzingen. Beide wurden am 24. September 1942 mit dem Transport II/26 von Nürnberg nach Theresienstadt deportiert. Die Transportnummer von Aron Schönfärber war 536. Er wurde am 5. Januar 1943 in Theresienstadt ums Leben gebracht. Als offizielle Todesursache wurde Gesichtsrose angegeben. Seine Frau konnte die Shoah überleben, sie starb im Mai 1954 in Würzburg. Seine Schwester Jeanette Barth, geboren am 16. November 1872 in Mainbernheim, wurde am 3. September 1942 ebenfalls in Theresienstadt ermordet. |

## Verlegedaten
- 12. Februar 2008: Herrnstraße 34 (Gernsheimer/Samfeld), Schützenstraße 10
- 20. März 2009: Herrnstraße 34 (Aron Schönfärber), Untere Brunnengasse 4
- 18. November 2011: Herrnstraße 43, Klostergasse 10